# Aristomedes (König von Korinth)
Aristomedes (altgriechisch Ἀριστομήδης Aristomḗdēs), auch Aristodemos (Ἀριστόδημος Aristódēmos), der Sohn des Eudaimos, war ein König von Korinth.
Nach Eusebius von Caesarea regierte er für 35 Jahre. Er war der Vater des Telestes. Da Telestes noch ein Kind war als Aristomedes starb, übernahm Agemon, der Bruder des Aristomedes, die Herrschaft.